# Nunatak Fossi
Nunatak Fossi är en nunatak i Antarktis. Den ligger i Västantarktis. Argentina, Chile och Storbritannien gör anspråk på området. Toppen på Nunatak Fossi är 63 meter över havet.
Terrängen runt Nunatak Fossi är platt åt sydväst, men åt nordost är den kuperad. Trakten är obefolkad.